# Ait Sedrate Sahl El Gharbia
Ait Sedrate Sahl El Gharbia  (in arabo أيت  سدرات السهل الغربية‎?) è un centro abitato e comune rurale del Marocco situato nella provincia di Tinghir, regione di Drâa-Tafilalet. Conta una popolazione di 17 392 abitanti (censimento 2014).